# Osvaldo Jorge García
Osvaldo Jorge García (n. Charata, 28 de marzo de 1927 - f. Marcos Paz, 7 de mayo de 2016) fue un militar argentino perteneciente al Ejército Argentino que se desempeñó como comandante del Cuerpo de Ejército V y como comandante del Teatro de Operaciones Malvinas durante la guerra de las Malvinas, en el año 1982.

## Biografía
Osvaldo Jorge García fue hijo de Leandro Jorge y Virginia Barreto.
García murió en prisión el 9 de mayo de 2016.

## Carrera militar
Con el grado de coronel se desempeñó como director de la Escuela de Infantería, en la Guarnición de Ejército «Campo de Mayo», entre 1975 y 1976.
Osvaldo J. García fue comandante general de la Gendarmería Nacional Argentina.
El 8 de diciembre de 1981 asumió comandante del V Cuerpo de Ejército de Bahía Blanca, puesto por el comandante en jefe Leopoldo F. Galtieri, quien lograba deshacerse de José Rogelio Villarreal.

### Guerra de las Malvinas (1982)

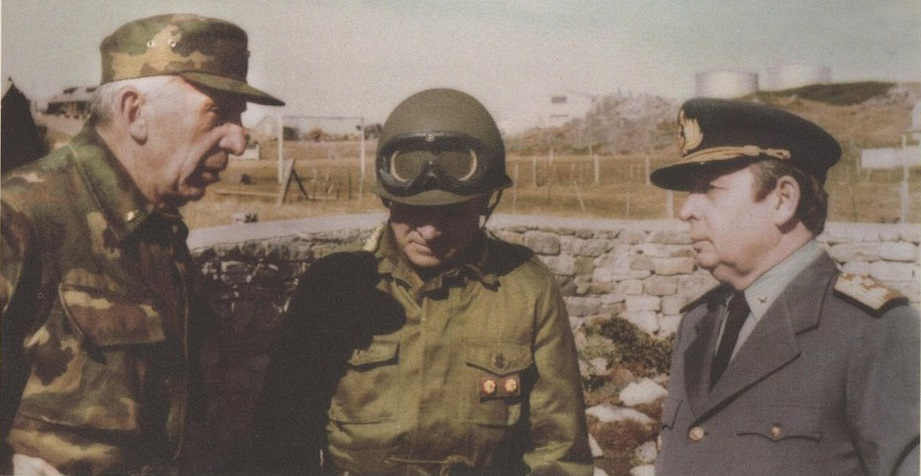
General de división García (medio) junto a los contraalmirantes Carlos Büsser y Gualter Allara, 2 de abril de 1982.

Ya con el grado de General de división y en el marco de la Operación Rosario, fue designado Comandante del Teatro de Operaciones Malvinas (TOM), por decreto nacional 675/82 S.
Tras el envío de un informe del comandante conjunto de la Guarnición Militar Malvinas, general de brigada Mario Benjamín Menéndez el 16 de mayo sobre las malas condiciones de lucha del Ejército en las islas, el general de división García respondió a este duramente el 26 de mayo.

La Armada Nacional ha aportado su alta cuota de sangre en esta contienda. La FAA (Fuerza Aérea) ha puesto de manifiesto su decisión a través (sic) del alto costo en vidas y material que significa su accionar. El Ejército aparenta mantener una actitud estática en una defensa, que de proseguir indefinidamente, languidecerá en sus posiciones sin tan siquiera llegar a combatir con la masa de sus efectivos. En sus futuras decisiones descansa el honor de EA.
Osvaldo J. García.

En el mismo mensaje, García le informó sobre medidas a tomar a fin de revertir la situación:
- Empeñar en combate al Ejército Argentino.
- Para ello desafectar efectivos significativos de Puerto Argentino y, de ser necesario, de Bahía Fox y Puerto Howard, para emplearlos lo antes posible contra la cabeza de playa británica.
- Asignación de comandos para coayudar al éxito de la operación, así como de una fuera de tareas reforzada de la IV Brigada de Infantería Aerotransportada (Br I Aerot IV) puesta a disposición en Puerto Argentino, completa, parcial o escalonada.
- Le informó que enviaría en la noche del 26 al 27 de mayo un equipo de enlace y planeamiento de la Br I Aerot IV.

El 14 de junio, en comunicación telefónica, García transmitía a Galtieri el proceder de la rendición de Menéndez ante Jeremy Moore. A su vez, transmitía a Menéndez los términos de cese de fuego y retiro de tropas impuestos por Galtieri.

## Juicio por delitos de lesa humanidad
Osvaldo Jorge García recibió la acusación de ser responsable de allanamiento ilegal, robo, privación ilegítima de la libertad, imposición de tormentos, todo calificado como un crimen de lesa humanidad. Recibió una condena de 18 años de prisión e inhabilitación absoluta por el tiempo de la condena.